# Пал Вархиди
Пал Вархиди, Пал Винкович (мађ. Pál Várhidi, рођен мађ. Pál Vinkovics; Ујпешт, 6. новембар 1931 — Будимпешта, 12. новембар 2015) је био мађарски фудбалер, репрезентативац, тренер и менаџер.

## Каријера

### Клубови
Вархиди је целу своју фудбалску каријеру играо за Ујпешт Дожу. Играо је на позицији дефанзивца и помогао клубу да освоји првенство Мађарске 1959/60. Рођен је у Ујпешту.

### Репрезентација
Између 1954. и 1957. године Вархиди је играо 10 пута за Мађарску репрезентацију и представљао је своју земљу у 1 квалификационој утакмици за Светско првенство. Рубни члан Моћних Мађара такође је учествовао на Светском првенству 1954. али није одиграо ниједну утакмицу. Најпознатији је по учешћу у мађарском тиму који је освојио бронзану медаљу на Летњим олимпијским играма 1960. године.

### Тренер
Након играчке каријере, Вархиди је постао успешан тренер, доводећи Ујпешт до 4 шампионске титуле између 1974. и 1980. године и полуфинала Купа Европе 1974. године. Као професионални играч и тренер прве лиге играо је и радио само за Ујпешт. Преминуо је 2015. године у 84. години.
Његов син Петер Вархиди био је селектор репрезентације Мађарске од 2006. до 2008. године.